# 拉姆尼 (新罕布什爾州)
拉姆尼（英語：Rumney）是一個位於美國新罕布什爾州格拉夫頓縣的鎮。

## 人口
根據2020年美國人口普查的數據，拉姆尼的面積為110.40平方千米，當中陸地面積為108.00平方千米，而水域面積為2.40平方千米。當地共有人口1498人，而人口密度為每平方千米14人。